# Цыбульский, Гжегож
Гже́гож Цыбу́льский (пол. Grzegorz Cybulski; род. 23 ноября 1951, Нова-Суль, Зелёногурское воеводство) — польский легкоатлет, специалист по прыжкам в длину. Выступал на крупных международных соревнованиях на всём протяжении 1970-х годов, бронзовый призёр чемпионата Европы в помещении, обладатель Кубка Европы, победитель летней Универсиады в Риме, многократный чемпион Польши, чемпион СССР, участник двух летних Олимпийских игр.

## Биография
Гжегож Цыбульский родился 23 ноября 1951 года в городе Нова-Суль Любушского воеводства. Занимался лёгкой атлетикой в клубе «Лумелу» в Зелёна-Гуре, позже проходил подготовку в клубе «Силезия» во Вроцлаве.
В 1972 году в прыжках в длину занял одиннадцатое место на чемпионате Европы в помещении в Гренобле и благодаря череде удачных выступлений удостоился права защищать честь страны на летних Олимпийских играх в Мюнхене, где в итоге показал двенадцатый результат.
Первого серьёзного успеха на международном уровне добился в сезоне 1973 года, когда впервые стал чемпионом Польши в помещении и побывал на европейском первенстве в Роттердаме, откуда привёз награду бронзового достоинства — уступил в прыжках в длину только немцам Хансу Баумгартнеру и Максу Клаусу. В следующем сезоне на аналогичных соревнованиях в Гётеборге показал в той же дисциплине пятый результат.
Будучи студентом, представлял Польшу на летней Универсиаде в Риме, где обошёл всех соперников и завоевал золотую медаль. Кроме того, в этом сезоне на соревнованиях в Варшаве установил свой личный рекорд, прыгнув на 8,27 метра..
Находясь в числе лидеров польской национальной сборной, благополучно прошёл отбор на Олимпийские игры в Монреале — на сей раз не смог квалифицироваться в финальную стадию и расположился в итоговом протоколе соревнований на тринадцатой строке.
После монреальской Олимпиады Цыбульский остался в составе легкоатлетической команды Польши и продолжил принимать участие в крупнейших международных соревнованиях. Так, в 1977 году он выиграл серебряную медаль на Универсиаде в Софии, пропустив вперёд только представителя Югославии Ненада Стекича. Также выступил на чемпионате СССР в Минске, где получил золото.
В 1978 году показал четвёртый результат на чемпионате Европы в Праге, год спустя на европейском первенстве в помещении в Вене стал шестым. В 1979 году в последний раз одержал победу на чемпионате Польши в прыжках в длину и вскоре принял решение завершить спортивную карьеру.